# Всесибирская открытая олимпиада школьников
Всесиби́рская откры́тая олимпиа́да шко́льников — система ежегодных школьных олимпиад для учащихся 7—11-х классов общеобразовательных школ России и Казахстана. Олимпиаду проводят Сибирское отделение Российской академии наук (СО РАН) и Министерство образования, науки и инновационной политики Новосибирской области на базе Новосибирского государственного университета (НГУ) и его структурного подразделения — Специализированного учебно-научного центра НГУ (СУНЦ НГУ).
Одна из первых крупных школьных олимпиад в СССР — проводится с 1962 года.
Основные цели олимпиады — пропаганда научных знаний, развитие у школьников интереса к научной деятельности. Победители и призёры олимпиады получают приглашения в Летнюю школу, проходящую ежегодно в новосибирском Академгородке. Лучшие ученики Летней школы имеют право поступить в СУНЦ НГУ.
Входит в Перечень олимпиад Российского совета олимпиад школьников, победители и призёры которых имеют право на льготы при поступлении в вузы РФ.
По данным 2011 года в олимпиаде приняли участие 6500 учащихся.

## История
Идею проводить ежегодную олимпиаду для школьников, увлечённых точными и естественными науками, предложили ведущие учёные образованного в 1957 году Сибирского отделения Академии наук СССР. Первая Всесибирская физико-математическая олимпиада школьников прошла в 1962 году. В первый Олимпиадный комитет вошли академики М. А. Лаврентьев, С. Л. Соболев, А. И. Мальцев, Г. И. Будкер.
Задачи первого, заочного, тура были опубликованы в газете «Комсомольская правда», журнале «Наука и жизнь», в региональных газетах, и распространялись непосредственно по школам Сибири, Дальнего Востока, Казахстана и других советских республик в Средней Азии. После проверки решений задач по математике и физике Олимпиадный комитет через органы народного образования разослал приглашения на второй тур олимпиады.
Победители второго тура Всесибирской олимпиады и участники, успешно прошедшие собеседование с представителями Олимпиадного комитета, получили приглашения в Первую летнюю физико-математическую школу. Школа состоялась в июле-августа 1962 года в новосибирском Академгородке. Лучшие ученики этой школы составили первый набор Физико-математической школы-интерната (ныне — СУНЦ НГУ), открывшейся в Новосибирске в январе 1963 года.
По утверждению директора СУНЦ НГУ Николая Яворского, в середине 1960-х годов Всесибирская олимпиада дала старт массовому всесоюзному олимпиадному движению.

## Руководство и методическое обеспечение
Общее руководство олимпиадой осуществляют Президиум Сибирского отделения РАН, министерство образования, науки и инновационной политики Новосибирской области и Новосибирский государственный университет. Организационно-методическим обеспечением занимаются Комитет по проведению олимпиад Сибирского отделения РАН и Физико-математическая школа имени М. А. Лаврентьева при НГУ, которые ежегодно создает оргкомитет, методическую комиссию и жюри олимпиады. В Оргкомитет входят представители научной и педагогической общественности, органов управления образованием.

## Предметы
Олимпиада проводится по следующим профильным предметам:
- химия — 1 уровень,
- информатика — 2 уровень,
- математика — 2 уровень,
- физика — 2 уровень,
- биология — 2 уровень,
- астрономия[12] — 3 уровень.

По решению Российского совета олимпиад школьников Всесибирская открытая олимпиада школьников включена в Перечень олимпиад школьников на 2019/2020 год. Победители и призёры олимпиад из Перечня РСОШ имеют право на получение льгот при поступлении в вузы РФ.

## Порядок проведения
Олимпиада проходит в три тура: два отборочных (очный и заочный) и заключительный (очный). Победители и призёры отборочных туров приглашаются на заключительный этап олимпиады.
Сроки проведения:
- очный отборочный этап — октябрь — ноябрь;
- дистанционный отборочный этап — декабрь — январь;
- заключительный этап — февраль — март.

Победители и призёры олимпиады определяются по результатам заключительного этапа. Победителями считаются участники, награждённые дипломами 1-й степени. Призёры получают дипломы 2-й и 3-й степени.
Результаты победителей и призёров олимпиады могут быть засчитаны в качестве вступительных испытаний для поступления в СУНЦ НГУ, а для выпускников — в качестве вступительных испытаний для поступления в Новосибирский государственный университет и другие вузы согласно действующим нормативно-правовым актам РФ.
Регистрация для участия в олимпиаде нового учебного года, как правило, открывается в конце сентября
.

## География
В 2017/2018 учебном году площадки Всесибирской олимпиады работали на базе учреждений среднего и высшего образования 52 городов России и Казахстана.
Участниками олимпиады в 2017/2018 учебном году стали 30138 человек, в том числе 8303 — по математике, 6762 — по физике, 8501 — по химии, 5478 — по биологии, 1094 — по информатике.
С 2013 года одна из олимпиадных площадок работает на базе Международной космической школы им. В. Н. Челомея в городе Байконуре.

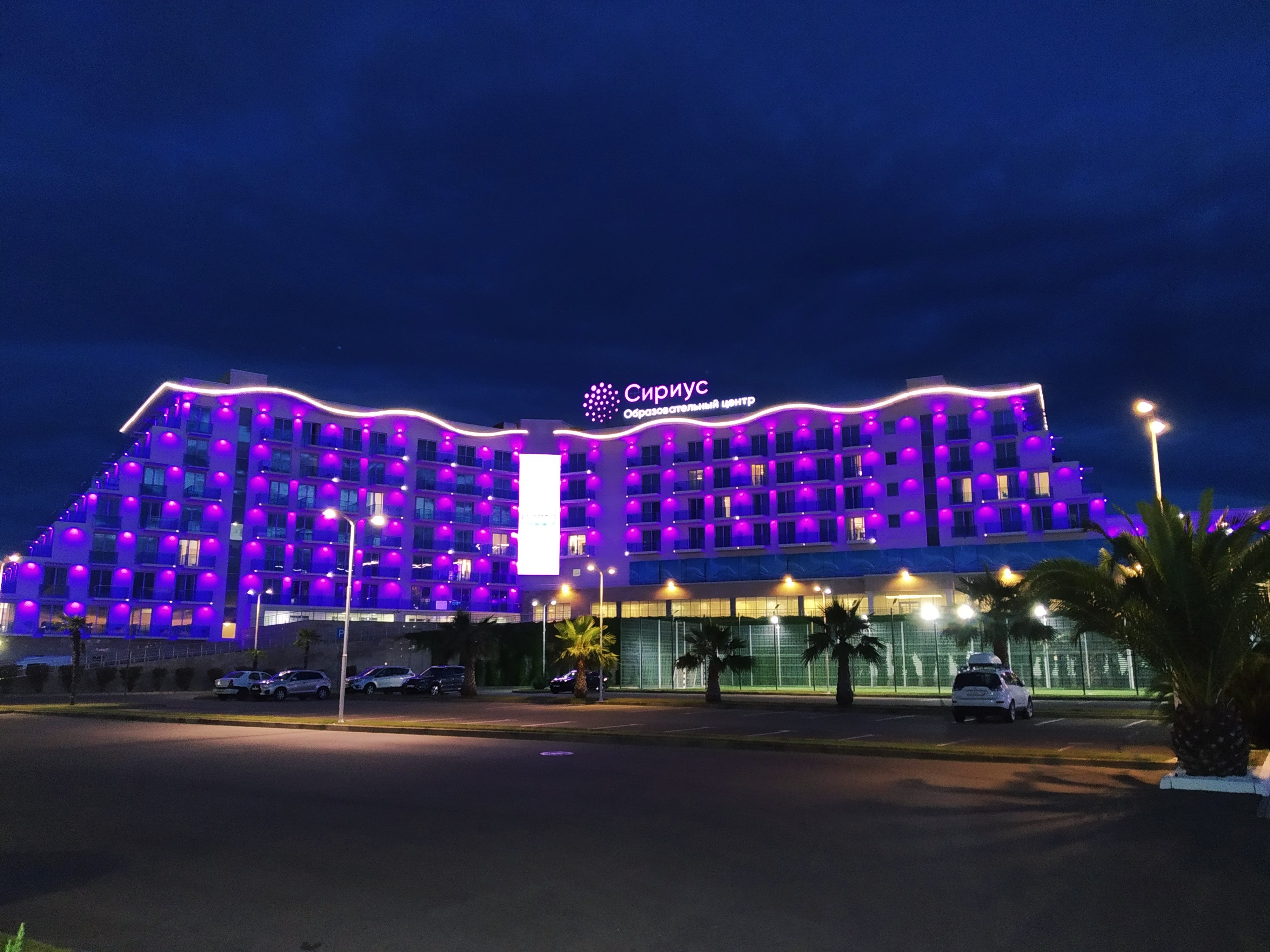
Образовательный центр Сириус

В 2017 году отборочный тур Всесибирской олимпиады по биологии прошел на базе Образовательного центра «Сириус» в Сочи.